# Guillaume Guillon Lethière

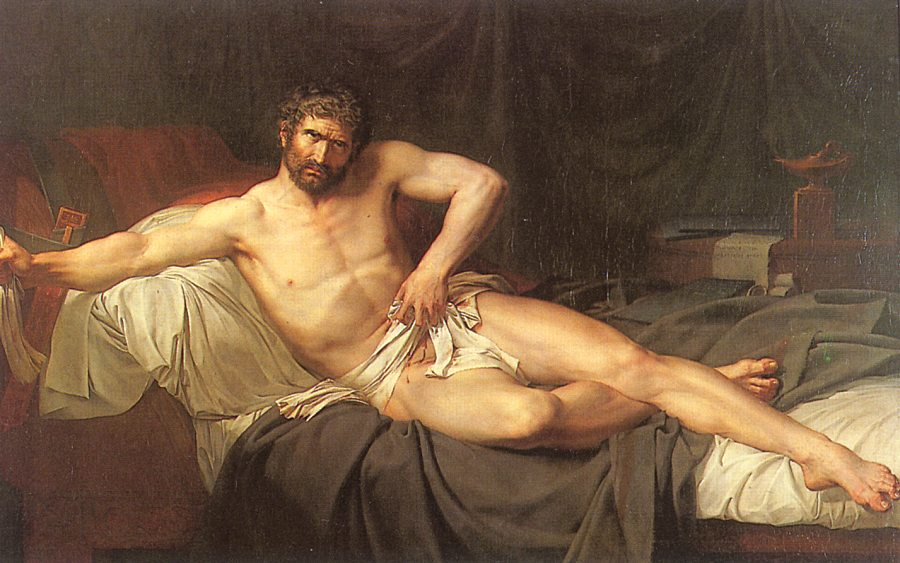
La muerte de Catón, 1795.

Guillaume Guillon-Lethiere (Sainte-Anne, Guadalupe, 10 de enero de 1760 - París, 22 de abril de 1832) fue un pintor neoclásico, profesor de la École des Beaux-Arts de París.

## Biografía
Era hijo ilegítimo de esclavos liberados de Guadalupe y pasó su infancia en la isla caribeña. A la edad de 14 años se fue a Francia, donde efectuó sus estudios con Gabriel-François Doyen en la Real Academia de Pintura y Escultura. Después de recibir el segundo premio en el Prix de Roma se trasladó a Roma por unos años, donde se interesó en el arte clásico. Después de regresar a Francia, fundó un estudio con Jacques-Louis David. En 1818 recibió la Orden de la Legión de Honor, y un año después se convirtió en profesor en la École des Beaux-Arts de París. Murió de cólera en 1832.
Entre los numerosos discípulos del artista están Louis Boulanger, Eugène Devéria e Isidore Pils.
Jean Auguste Dominique Ingres pintó un retrato de Guillaume Guillon-Lethiere regalado a la discípula de este, Hortense Haudebourt-Lescot.

## Obra
- La muerte de Catón de Utica (1795), Museo del Hermitage, San Petersburgo.
- La muerte de Virginia (1800), Los Ángeles County Museum of Art, Los Ángeles.
- Joséphine de Beauharnais, emperatriz de los franceses, (1807), Versalles, Museo de Historia de Francia.
- Juramento de los antepasados (1822), Banco de Haití.